# Liste de sujets en rapport avec Fibonacci
La suite de Fibonacci est le concept le plus connu en rapport avec Léonard de Pise, connu sous le nom de Fibonacci. 

## Pages en lien avec l'homme Fibonacci
- Léonard de Pise
- Liber abaci
- Livre des carrés

## Pages mathématiques en rapport avec la suite de Fibonacci
- Identités de Cassini, de Catalan et de Vajda
- Généralisations de la suite de Fibonacci
- Nombre d'or
- Suite de Lucas
- Suite de Fibonacci modulo un entier
- Nombre premier de Fibonacci
- Nombre pseudo-premier de Fibonacci
- Somme des inverses des nombres de Fibonacci
- Polynômes de Fibonacci
- Coefficient fibonomial
- Triangle de Fibonacci-Hosoya
- Suite de Fibonacci aléatoire
- Mot de Fibonacci
- Fractale du mot de Fibonacci
- Groupe de Fibonacci
- Cube de Fibonacci (en)
- Treillis de Young-Fibonacci

## Autres pages mathématiques en lien avec Fibonacci
- Identité de Fibonacci-Brahmagupta
- Développement  en fractions égyptiennes de Fibonacci-Sylvester
- Nombre pratique

## Pages informatiques en lien avec la suite de Fibonacci
- Codage de Fibonacci

- Fonction Fibonacci (naïve) en Haskell
- Tas de Fibonacci

## Association, publications
- The Fibonacci Association
- Fibonacci Quarterly

## Dans la culture
- Fib, poême construit sur la suite de Fibonacci

## Un astéroïde
- (6765) Fibonacci